# Lucy, Lady Houston

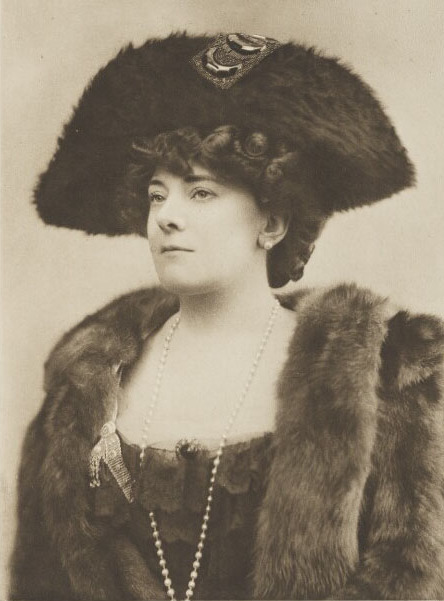
Lucy Byron, Baroness Byron (1909)

Dame Fanny Lucy, Lady Houston, DBE (geborene Radmall; * 8. April 1857 in London; † 29. Dezember 1936 ebendort), durch Ehe auch Baroness Byron, war eine britische Philanthropin, politische Aktivistin und Suffragette.

## Leben
Sie war eine jüngere Tochter des Wolllageristen und Textilhändlers Thomas Radmall aus dessen Ehe mit Maria Isabella Clark. Als junge Frau war sie eine professionelle Tänzerin und eine Chorsängerin unter dem Künstlernamen Poppy.
Im Alter von sechzehn Jahren nahm sie eine Beziehung mit einem wohlhabenden Mann auf, der doppelt so alt war wie sie, Frederick Gretton, der Miteigentümer der Bass-Brauerei in Burton upon Trent war. Sie war zehn Jahre lang seine Geliebte. Gretton war ein begeisterter Anhänger des Pferderennsports und Besitzer einiger erfolgreicher Rennpferde. Gretton starb 1882 und hinterließ ihr eine Pension von 6.000 £ pro Jahr, sehr zum Entsetzen seiner Familie.
1883 heiratete sie in erster Ehe den adligen Offizier Theodore Francis Brinckman (1862–1937). Noch bevor dieser 1905 seinen Vater als 3. Baronet, of St. Leonards, beerbte, wurde die Ehe 1895 geschieden.
1901 heiratete sie in zweiter Ehe George Frederick William Byron, 9. Baron Byron (1855–1917). Sie erhielt dadurch den Höflichkeitstitel Baroness Byron.
Sie betätigte sich aktiv als Suffragette und setzte ihren Reichtum zur Unterstützung der Sache ein. So stellte sie auch die Kaution für die Haftentlassung der Frauenrechtsaktivistin Emmeline Pankhurst.
Während des Ersten Weltkriegs schuf sie das Bluebirds’ Nest, ein Erholungsheim in Hampstead Heath für Krankenschwestern, die an der Westfront dienten. 1917 wurde sie dafür als Dame Commander des Order of the British Empire in den persönlichen Adelsstand erhoben.
Nach dem Tod ihres zweiten Gatten heiratete sie 1924 in dritter Ehe den Reeder und konservativen Unterhausabgeordneten Sir Robert Paterson Houston, 1. Baronet († 1926). Sie erhielt dadurch den Höflichkeitstitel Lady Houston.
Sie vertrat stark nationalistische Ansichten und bemühte sich um die Stärkung des Vereinigten Königreichs und des British Empire. Als die Flugzeugbaufirma Supermarine 1931 infolge der Kürzung von staatlichen Mitteln wegen der Weltwirtschaftskrise und in wirtschaftliche Schwierigkeiten geriet, spendete sie dieser 100.000 £ und sicherte damit die Entwicklung des einmotorigen Wasserflugzeugs Supermarine S.6B, das daraufhin einen Geschwindigkeitsweltrekord aufstellte und die Schneider-Trophy gewann. Im Hinblick auf das Nachfolgemodell Supermarine Spitfire und dessen Bedeutung in der Luftschlacht um England wurde sie später als Retterin der Spitfire bezeichnet. Sie kritisierte öffentlich die Nationalen Regierungen des Premierministers Ramsay MacDonald, die sie für die Schwäche des Landes und des Empire verantwortlich machte. Sie erachtete die nationale Verteidigung gegen Flugangriffe als so schwach, dass sie 1932 anbot den britischen Streitkräften 200.000 £ zu spenden, was die Regierung ablehnte. 1933 kaufte sie die in wirtschaftliche Schwierigkeiten geratene Londoner Wochenzeitung Saturday Review und übernahm dort trotz ihres Alters von inzwischen 76 Jahren selbst die Leitung der Redaktion. Die Zeitung verbreitete in der Folgezeit insbesondere ihre Kritik an den Premierministern Ramsay MacDonald, Stanley Baldwin und Anthony Eden und wandte sich gegen den Einfluss des Bolschewismus. Die Saturday Review wurde 1938, zwei Jahre nach ihrem Tod, eingestellt.
1933 finanzierte sie eine von Percy Thomas Etherton organisierte Expedition, der es erstmals gelang den Mount Everest zu überfliegen.
Sie starb 1936 im Alter von 79 Jahren und wurde auf dem East Finchley Cemetery in London begraben. Sie blieb kinderlos.